# Wilfrid Sellars
Wilfrid Stalker Sellars (ur. 20 maja 1912, zm. 2 lipca 1989) – amerykański filozof, profesor  University of Pittsbourgh, twórca oryginalnych teorii naturalistycznego nominalizmu, intuicjonizmu etycznego i realizmu naukowego.
Zaliczany do wybitnych przedstawicieli postcarnapowskiej amerykańskiej filozofii analitycznej.
Filozofowie Robert Brandom i Kevin Scharp nazwali go największym filozofem amerykańskim od czasów Charlesa Sandersa Peirce'a.

## Życiorys
Urodził się w Ann Arbor w stanie Michigan ze związku Roya Wooda i Helen Stalker Sellars. Ojciec był filozofem na uniwersytecie w Michigan, humanistą i krytycznym realistą, proponentem ewolucyjnego naturalizmu i autorem „Manifestu humanistycznego”. Matka była tłumaczką z francuskiego.
Studiował filozofię w Oxfordzie, Michigan i Buffalo i Harvardzie. Następnie wykładał w Minnesocie, Iowa, Yale, by osiąść w ostateczności w Pittsburghu. Sellars zyskał rozgłos w 1956 roku dzięki publikacji swojego eseju "Empiryzm i filozofia umysłu", będącego krytyką koncepcji umysłu i wiedzy odziedziczonej po Kartezjuszu. Sellars zaatakował tam to, co nazwał "mitem tego, co dane", kartezjańskiej idei, że można mieć bezpośrednią i niepodważalną percepcyjną wiedzę o własnych doznaniach zmysłowych.
W latach 1943-1946 służył w amerykańskiej Marynarce Wojennej.
W 1950 r. założył z Herbertem Feiglem Philosophical Studies, renomowane czasopismo poświęcone filozofii analitycznej.
Od lat 30. był związany z lewicą amerykańską.

## Poglądy
Sellars pisał, że: 
„celem filozofii jest zrozumienie, jak rzeczy, najogólniej pojęte, są ze sobą powiązane, w najszerszym sensie tego słowa” (ang. The aim of philosophy, abstractly formulated, isto understand how things inthe broadest possible sense of the term hand together in the broadest possible sense of the term). 
Myślenie traktował jako wewnętrzny odpowiednik mowy, a filozofię jako nieprzerwany dialog.

### Mit danych
Przeszedł do historii jako krytyk  tzw. „mitu danych” tj. poglądu, że cała wiedza empiryczna opiera się na pewnych założonych lub „danych” elementach, takich jak dane zmysłowe.  
Mit ten, dominujący od czasów co najmniej Kartezjusza, to splot trzech idei:  
1. idei sfery epistemicznie uprzywilejowanego dostępu
2. idei fundamentów wiedzy
3. idei znaczenia jako bytu dostępnego w uprzywilejowany sposób, stanowiącego zasadę podziału na to, co analityczne i syntetyczne[12].

Sellars twierdził, że nasze doświadczenie zawsze jest obciążone pojęciowo ("concept-laden"), ponieważ żeby umieć użyć jednego pojęcia, musimy mieć cały arsenał pojęć ("przestrzeń logiczna pojęcia"). Dodatkowo, do stosowania pojęć nie wystarczy myślenie przyczynowe, ale potrzebujemy rozpatrywać świat w kategoriach racji i uzasadnień ("przestrzeń racji"). 

### Nominalizm metajęzykowy i psychologiczny
Wyzwaniem dla filozofów były od dawna abstrakcyjne terminy jednostkowe  typu „czerwoność”,  czy „odwaga”, gdyż wydają się one odnosić do uniwersaliów. Nominaliści tacy jak Ockham czy Carnap proponowali jednak, aby patrzeć na nie jako na odnoszące się do naszych pojęć, które jedynie zasługują na epitet „bycia ogólnymi”. 
Idąc w tym duchu Sellars twierdził, że zdania zawierające abstrakcyjne terminy jednostkowe nie mówią o wyrażeniach konkretnego języka. Mówią one o funkcjach, które mogą być realizowane przez różne wyrażenia w różnych językach. W nominalistycznym przekładzie Sellarsa pojawia się w związku z tym zapis tzw. cudzysłowów kropkowych, które, w odróżnieniu od cudzysłowów zwykłych, generujących nazwę wyrażenia danego języka, mają umożliwiać stworzenie nazwy funkcji, która może być realizowana w języku polskim przez predykat „jest czerwony”, w języku niemieckim przez predykat „ist rot”, a w języku angielskim przez predykat „is red”.
Sellars twierdzi dalej, że myślenie należy rozumieć w kategoriach wewnętrznej mowy, angażującej podobne elementy funkcjonalne, jak mowa uzewnętrzniona (konceptualizm). Mówienie o  bytach abstrakcyjnych nie wyjaśnia jak działa świat, ale służy do wyrażania pewnych norm językowych. Zatem, świat, taki jaki jest sam w sobie, jest zasadniczo światem konkretnych partykulariów, i nie zawiera takich rzeczy jak własności, rodzaje czy relacje.
Według Sellarsa wiedza, a w istocie wszelka świadomość, jest sprawą językową. W związku z tym nie istnieje coś takiego jak świadomość przedpojęciowa, przedjęzykowa czy wiedza przedjęzykowa. Sellars nazywa to tezą „nominalizmu psychologicznego” i jest ona centralnym punktem jego epistemologii oraz teorii umysłu. Nie poznajemy świata jedynie przez jego odczuwanie. Nie znamy nawet naszych własnych doznań jedynie przez ich posiadanie. Do jakiejkolwiek świadomości, w tym świadomości własnych doznań, potrzebujemy języka.

### Realizm naukowy
W ontologii podkreślał,  że:
„jeśli chodzi o opis i wyjaśnianie świata, to nauka jest miarą wszystkich rzeczy, tego, co jest, że jest, tego, czego nie ma, że go nie ma" (ang. in the dimension of describing and explaining the world, science is the measure of all things, of what is that it is, and of what is not that it is not). 
Nauka jest tutaj ,co prawda, rozumiana w duchu Peirce'a, jednak Sellars silnie popierał realizm naukowy. Wyraził to najdobitniej w swoim artykule pt. „Fenomenalizm”, gdzie napisał, że:
„mieć dobry powód, by opowiadać się za jakąś teorią, to ipso facto mieć dobry powód, by twierdzić, że byty postulowane przez tę teorię naprawdę istnieją” (ang. that to have good reason for espousing a theory is ipso facto to have good reason for saying that the entities postulated by the theory really exist).
Sellars nie oddzielał ostro nauki i filozofii, uważał, że mają wspólną dziedzinę problemów. I chociaż jako badania teoretyczne mogą być bardziej lub mniej oddalone od obserwacji,  są interesujące tylko o tyle, o ile mogą ostatecznie być z obserwacjami powiązane. Czasami droga do obserwacji może być, jak w fizyce teoretycznej, długa i prowadzić przez wiele teorii, ale taka droga ostatecznie musi istnieć.

### Funkcjonalizm i materializm eliminacyjny
Jego ujęcie stanów mentalnych jako „bytów teoretycznych” jest powszechnie uważany za ważną wczesną wersję funkcjonalizmu w filozofii umysłu.
W późniejszym czasie, hipoteza Sellarsa, że używamy takich bytów teoretycznych do wyjaśniania i przewidywania zachowań doczekała się rozwinięcia w traktowaniu psychologii potocznej jako teorii, która może być użyteczna, ale nie do końca prawdziwa. Psychologia potoczna składa się z generalizacji (praw) i terminów odnoszących się do stanów psychologicznych takich jak „ból”, czy „przekonania”. Takie podejście może prowadzić do wniosku, że należy zastąpić psychologię potoczną bardziej naukowym i precyzyjnym paradygmatem nauk kognitywnych (Paul i Patricia Churchlandowie, Stephen Stich). W filozofii umysłu przyjęło się takie podejście  nazywać materializmem eliminacyjnym (ponieważ eliminuje z słownika takie pojęcia jak „ból”, czy „przekonania” na rzecz słownika neuronauk).

### Pragmatyzm i wnioskowania materialne
W filozofii języka, Sellars podkreślał, że uchwycenie pojęcia jest opanowaniem użycia słowa, co z kolei zbliżało go do amerykańskiego pragmatyzmu.  
Podkreślał też, że znaczenie naszych wypowiedzi i wyrażeń nie należy utożsamiać tylko z relacjami logicznymi (wnioskowania oparte na logice formalnej). Obok formalnych relacji inferencyjnych podkreślał Sellars, istnieją też materialne relacje inferencyjne. To właśnie te ostatnie są podstawą poprawności następujących wnioskowań: 
- Lublin położony jest na wschód od Warszawy, a zatem Warszawa położona jest na zachód od Lublina;
- po niebie przeleciała błyskawica, więc zaraz usłyszymy grzmot.

Wnioskowania te są poprawne nie za sprawą jakiegoś formalnego schematu, lecz na mocy materialnej treści pojęć wschodu i zachodu oraz błyskawicy i pioruna, a także — być może — pojęć związanych z czasowym następstwem, zakładanych przez drugie wnioskowanie. 
Na podstawie tej intuicji Sellarsa Robert Brandom rozwinął całe stanowisko zwane inferencjalizmem semantycznym.

### Obrazy świata
W swoim  wpływowym eseju Philosophy and the Scientifc Image of Man rozróżnił dwa (a właściwie trzy) obrazy postrzegania świata i miejsca człowieka w nim (będące idealizacjami weberowskimi lub kantowskimi ideami regulatywnymi): obraz pierwotny, obraz manifestujący się i obraz naukowy.
Sellars dążył do pogodzenie kompleksowego obrazu rzeczywistości wyłaniającego się z teoretycznych działań nauk przyrodniczych z tradycyjną koncepcją ludzi jako moralnie odpowiedzialnych podmiotów i osób z subiektywnymi przeżyciami. Jego celem był „synoptyczny obraz” dwóch konkurujących ze sobą obrazów „człowieka w świecie”: „naukowego” obrazu wywodzącego się z owoców  teorii oraz "naocznego" obrazu, będącego "ramą, w której człowiek spotykał samego siebie".
Inspiracją dla Sellarsa w tym zakresie mógł być artykuł Kazimierza Ajdukiewicza „Naukowa perspektywa świata”.

## Recepcja
Wpłynął na takich filozofów współczesnych jak Richard Rorty, John McDowell, Robert Brandom (lewica sellarsowska), czy  Daniel Dennett, Ruth Milikan, Paul i Patricia Churchlandowie (prawica sellarsowska). 
W Polsce badaniem życia i myśli Sellarsa zajmują się Tadeusz Szubka i Józef Bremer, pojęcie przestrzeni racji wpłynęło na filozofię Marcina Poręby.
Uważany za założyciela szkoła pittsburskiej, charakteryzującej się zainteresowaniem historią filozofii i zaangażowaniem w funkcjonalizm normatywny, czyli w przekonanie, że aby zidentyfikować coś jako przejaw zdolności pojęciowych, należy umieścić to w przestrzeni norm. Centralną ideą szkoły jest „przestrzeń racji”. Wraz z Sellarsem do szkoły zalicza się także Roberta Brandoma i Johna McDowella, którzy próbują opracować implikacje tego pomysłu dla zrozumienia wiedzy, myśli, norm, języka i działania intencjonalnego.

## Publikacje
Wybrane prace:
- Science, Perception, and Reality (1963),
- Philosophical Perspectives (1967),
- Science and Metaphysics: Variations on Kantian Themes (1968),
- Naturalism and Ontology (1979),
- Foundations for a Metaphysics of Pure Process (1981).
- In the Space of Reasons: Selected Essays of Wilfrid Sellars, edited by Kevin Scharp and Robert B. Brandom (2007).

## Publikacje po polsku
- Nauka, percepcja, rzeczywistość, tłum. Sylwia Wilczewska, Biblioteka współczesnych filozofów, Wydawnictwo Naukowe PWN, 2023.